# Windows Home Server 2011
Windows Home Server 2011 (кодовое название Vail) — это операционная система для домашних серверов от Microsoft, разработанная для небольших офисов и домашних офисов, а также для домов с несколькими подключенными ПК. Она обеспечивает защищенное хранилище файлов, общий доступ к файлам, автоматическое резервное копирование ПК, удаленный доступ и удаленное управление рабочими столами ПК. Операционная система была выпущена 6 апреля 2011 года после выхода Power Pack 3 для своего устаревшего предшественника Windows Home Server. Windows Home Server 2011 является последним выпуском Windows Home Server, на смену которому пришла Windows Server 2012 Essentials. Операционная система Windows Home Server 2011 построена на Windows Server 2008 R2 (её предшественница построена на Windows Server 2003) и поддерживает только 64-битные версии.
Windows Home Server 2011 основан на Windows Server 2008 R2 и требует процессоров x86-64 (64-бит). В то время как его предшественник работал на старой архитектуре IA-32 (32-бит), в новой версии произошли фундаментальные изменения в структуре клиентских резервных копий и общих папок, что делает миграцию с предыдущей версии на Windows Home Server 2011 затруднительной.
Основным изменением, вызвавшим множество как положительных, так и отрицательных отзывов, стал отказ от использования технологии Drive Extender, приводящей, по мнению разработчиков, к ряду ошибок при хранении данных на жёстком диске.

## Функции
Windows Home Server 2011 включает дополнительные возможности для развлечений, а также надстройку с магазином приложений и веб-функции мультимедиа. Первоначальные предположения технологического обозревателя Мэри Джо Фоли подогревали идею о том, что «Vail» будет интегрирован с Windows Media Center. Однако, к моменту выхода публичной бета-версии Microsoft решила не интегрировать Windows Media Center с «Vail».

### Системные требования
Компоненты и требуемые характеристики:
- Процессор: Двухъядерный процессор 1,3 ГГц или одноядерный процессор 1,4 ГГц; архитектура x86-64.
- Оперативная память: 2 ГБ (максимум 8 ГБ).
- Место на жестком диске: Как минимум один диск объемом 160 ГБ[16].

### Удаление функции Drive Extender
23 ноября 2010 года Microsoft объявила о том, что функция Drive Extender будет удалена из Windows Home Server 2011. Это решение вызвало удивление и возмущение у тестировщиков и пользователей, так как Drive Extender считался одной из ключевых функций Windows Home Server. Разработчик Windows Home Server 2011 Майкл Леворти выразил обеспокоенность тем, что реализация Drive Extender может привести к проблемам с ошибками данных. В результате на рынке появились сторонние продукты, такие как Drive Bender (Division M) и DrivePool (StableBit), которые заполнили пустоту, оставленную удалением Drive Extender.

## Восприятие
В целом, благодаря новой платформе продукт получился более устойчивым и производительным. Windows Home Server 2011, так же как и его предшественник, поставляется только в виде OEM-версии — предустановленным на новый компьютер. Он может быть приобретен как вместе с серверами начального уровня известных мировых производителей, так и с серверами локальных производителей. Windows Home Server часто используют не только в домашних условиях. Невысокая стоимость, отсутствие требований к приобретению клиентских лицензий и простота в эксплуатации позволяют использовать сервер на предприятиях малого бизнеса.